# Meadow Grove (Nebraska)
Meadow Grove je selo u američkoj saveznoj državi Nebraska. Prema popisu stanovništva iz 2010. u njemu je živjelo 301 stanovnika.